# Nick Heidfeld
Nick Heidfeld (Mönchengladbach, 10 mei 1977) is een Duitse voormalige Formule 1-coureur.

## Loopbaan
Heidfeld begon na zijn Formule 3-periode als Formule 3000-rijder bij het Junior-team van McLaren. Na kampioen geworden te zijn in die klasse, maakte hij in 2000 de overstap naar de Formule 1. De carrière van Heidfeld begon bij het team van Prost, echter na één seizoen verliet hij het team alweer en ging bij Sauber rijden, waar hij Kimi Räikkönen als teamgenoot kreeg. Hoewel Heidfeld dat seizoen beter presteerde dan de Fin, werd Räikkönen door McLaren gehaald om in 2002 voor hen te gaan rijden. En dat terwijl Heidfeld z'n hele carrière al werd gesteund door McLaren.
Na drie seizoenen bij de renstal van Peter Sauber was er geen plek meer voor Heidfeld bij dat team. Zodoende kwam Heidfeld in 2004 terecht bij het Jordan-team. Na een moeizaam seizoen bij Jordan kon Heidfeld in 2005 rijden voor het Williams-team. BMW was destijds motorenleverancier van het Britse team, maar was niet tevreden, omdat het te weinig zeggenschap zou hebben in het team. BMW besloot zelf verder te gaan als Formule 1-constructeur en nam Sauber over. Nick Heidfeld ging mee naar de nieuwe renstal, BMW Sauber genaamd, waar hij een meerjarige deal sloot. In het debuutjaar van het fabrieksteam van BMW wist hij in Australië een knappe vierde plaats te halen. De daaropvolgende races reed Heidfeld regelmatig in de punten. Zijn hoogtepunt beleefde hij tijdens de Grand Prix van Hongarije. Hij wist daar in de BMW als derde te finishen. Uiteindelijk werd Heidfeld negende in het WK.
In 2007 wist Nick Heidfeld aan het begin van het seizoen het podium net niet te halen en werd driemaal vierde. Tijdens de GP van Canada finishte Heidfeld als tweede achter Lewis Hamilton. In Hongarije slaagde hij er opnieuw in om op het podium te komen, dit keer als derde. Een overwinning kwam er niet. Heidfeld werd dat seizoen vijfde in het WK.
Ook in 2008 staat Heidfeld weer aan de start voor het BMW Sauber-team, samen met de Poolse coureur Robert Kubica. Tijdens de eerste Grand Prix van het seizoen in Australië wist Heidfeld knap te finishen op een tweede plaats. De volgende paar races wist Heidfeld niet echt te imponeren, dit in tegenstelling tot zijn teamgenoot. Hij reed nog wel af en toe in de punten, maar zijn prestaties zijn beneden de maat. In Canada weet hij weer het podium te halen met een tweede plaats. Ook in Silverstone weet hij weer als tweede te eindigen. De GP hierna weet hij ook nog een derde podiumplaats te halen achter Lewis Hamilton en Kimi Raikkonen. Daarna gaat het minder en er gaan geruchten, dat Heidfeld in 2009 niet meer voor BMW zal rijden.
Eind 2008 wordt Heidfeld toch bevestigd als vaste rijder voor 2009, samen met Robert Kubica, voor BMW Sauber. Bij de start van het seizoen hoopt hij, dat hij dit seizoen kan laten zien dat BMW Sauber de goede keus heeft gemaakt en dat hij zijn eerste GP-overwinning kan boeken. BMW heeft aan het begin van het jaar de ambitie uitgesproken om voor de wereldtitel te gaan. Door tegenvallende resultaten, en de kredietcrisis, moet het team aan het eind van 2009 echter beslissen om zich na het seizoen terug te trekken uit de Formule 1.
Nick Heidfeld heeft twee Formule 1-records op zijn naam staan: hij heeft de meeste podiumplaatsen, zonder ooit een overwinning behaald te hebben en de BMW-coureur wist in de Grand Prix Formule 1 van Singapore 2009 zijn 41e Formule 1 Grand Prix op rij te finishen, waarmee hij het oude record van zevenvoudig wereldkampioen Michael Schumacher uit de boeken reed.
In het seizoen 2010 was Heidfeld reservecoureur bij het Formule 1-team Mercedes GP tot augustus 2010.
Vanaf augustus 2010 was Heidfeld testcoureur voor bandenfabrikant Pirelli. Hij testte de banden voor het Formule 1-seizoen 2011 in de hoop, dat hij in 2011 weer zelf races kon rijden.
Op 14 september 2010 werd bekendgemaakt, dat Heidfeld vanaf de race in Singapore 2010 ging racen bij het team van Sauber.
Op 6 februari 2011 raakte Heidfelds voormalige BMW-teamgenoot Kubica ernstig gewond aan zijn rechterhand tijdens de Rally van Andora in Italië. Hij kon als gevolg hiervan het gehele Formule 1-seizoen 2011 niet deelnemen. In de daaropvolgende tests in Spanje mocht Heidfeld hem vervangen. Op 16 februari werd bekend, dat Heidfeld de plaats van Kubica bij Lotus Renault mocht overnemen. Tijdens de vier weken durende vakantie tussen de GP's van Hongarije en België werd Heidfeld aan de kant gezet bij Lotus Renault vanwege teleurstellende resultaten. Bruno Senna verving hem, nadat hij in Hongarije ook al de eerste vrije training in de wagen van Heidfeld had mogen rijden. Aan het eind van dat seizoen bleek, dat er na Heidfelds vervanging nog maar een handjevol punten waren gescoord door het Lotus Renault GP-team.
Vanaf 2012 reed Heidfeld in het FIA World Endurance Championship voor Rebellion Racing. In het seizoen 2014-2015 reed Heidfeld ook in het elektrische kampioenschap Formule E. Hij kwam uit voor het team Venturi Grand Prix met Stéphane Sarrazin als teamgenoot.

## Formule 1-carrière
| Jaar/Jaren         | Team     |
| ------------------ | -------- |
| 2000               | Prost    |
| 2001 t/m 2003 2010 | Sauber   |
| 2004               | Jordan   |
| 2005               | Williams |
| 2006 t/m 2009      | BMW      |
| 2011               | Renault  |

|                       | 2000 | 2001 | 2002 | 2003 | 2004 | 2005 | 2006 | 2007 | 2008 | 2009 | 2010 | 2011 | Totaal |
| --------------------- | ---- | ---- | ---- | ---- | ---- | ---- | ---- | ---- | ---- | ---- | ---- | ---- | ------ |
| Aantal races          | 16   | 17   | 17   | 16   | 18   | 14   | 18   | 17   | 18   | 17   | 5    | 11   | 183    |
| Aantal zeges          | 0    | 0    | 0    | 0    | 0    | 0    | 0    | 0    | 0    | 0    | 0    | 0    | 0      |
| Aantal pole-positions | 0    | 0    | 0    | 0    | 0    | 1    | 0    | 0    | 0    | 0    | 0    | 0    | 1      |
| Aantal snelste ronden | 0    | 0    | 0    | 0    | 0    | 0    | 0    | 0    | 2    | 0    | 0    | 0    | 2      |
| Aantal podiumplaatsen | 0    | 1    | 0    | 0    | 0    | 3    | 1    | 2    | 4    | 1    | 0    | 1    | 13     |
| Aantal WK-punten      | 0    | 12   | 7    | 6    | 3    | 28   | 23   | 61   | 60   | 19   | 6    | 34   | 259    |
| Eindstand WK          | 20   | 8    | 10   | 14   | 18   | 11   | 9    | 5    | 6    | 13   | 18   | 11   |        |

* = huidig seizoen.

### Totale Formule 1-resultaten
- Races vetgedrukt betekent pole positie, Races cursief betekent snelste ronde

| Seizoen | Inschrijving                | Chassis          | Motor                       | 1      | 2      | 3      | 4      | 5      | 6      | 7      | 8      | 9       | 10     | 11     | 12     | 13     | 14     | 15     | 16     | 17     | 18     | 19     | Pos | Punten |
| ------- | --------------------------- | ---------------- | --------------------------- | ------ | ------ | ------ | ------ | ------ | ------ | ------ | ------ | ------- | ------ | ------ | ------ | ------ | ------ | ------ | ------ | ------ | ------ | ------ | --- | ------ |
| 2000    | Gauloises Prost Peugeot     | Prost AP03       | Peugeot A20 3.0 V10         | AUS 9  | BRA NF | SMR NF | GBR NF | ESP 16 | EUR EX | MON 8  | CAN NF | FRA 12  | AUT NF | GER 12 | HUN NF | BEL NF | ITA NF | USA 9  | JPN NF | MAL NF |        |        | 20  | 0      |
| 2001    | Sauber Petronas             | Sauber C20       | Petronas 01A 3.0 V10        | AUS 4  | MAL NF | BRA 3  | SMR 7  | ESP 6  | AUT 9  | MON NF | CAN NF | EUR NF  | FRA 6  | GBR 6  | GER NF | HUN 6  | BEL NF | ITA 11 | USA 6  | JPN 9  |        |        | 8   | 12     |
| 2002    | Sauber Petronas             | Sauber C21       | Petronas 02A 3.0 V10        | AUS NF | MAL 5  | BRA NF | SMR 10 | ESP 4  | AUT NF | MON 8  | CAN 12 | EUR 7   | GBR 6  | FRA 7  | GER 6  | HUN 9  | BEL 10 | ITA 10 | USA 9  | JPN 7  |        |        | 10  | 7      |
| 2003    | Sauber Petronas             | Sauber C22       | Petronas 03A 3.0 V10        | AUS NF | MAL 8  | BRA NF | SMR 10 | ESP 10 | AUT NF | MON 11 | CAN NF | EUR 8   | FRA 13 | GBR 17 | GER 10 | HUN 9  | ITA 9  | USA 5  | JPN 9  |        |        |        | 14  | 6      |
| 2004    | Benson & Hedges Jordan Ford | Jordan EJ14      | Ford RS2 3.0 V10            | AUS NF | MAL NF | BHR 15 | SMR NF | ESP NF | MON 7  | EUR 10 | CAN 8  | USA NF  | FRA 16 | GBR 15 | GER NF | HUN 12 | BEL 11 | ITA 14 | CHN 13 | JPN 13 | BRA NF |        | 18  | 3      |
| 2005    | BMW WilliamsF1 Team         | Williams FW27    | BMW P84/5 3.0 V10           | AUS NF | MAL 3  | BHR NF | SMR 6  | ESP 10 | MON 2  | EUR 2  | CAN NF | USA DNS | FRA 14 | GBR 12 | GER 11 | HUN 6  | TUR NF | ITA PO | BEL    | BRA    | JPN    | CHN    | 11  | 28     |
| 2006    | BMW Sauber F1 Team          | BMW Sauber F1.06 | BMW P86 2.4 V8              | BHR 12 | MAL NF | AUS 4  | SMR 13 | EUR 10 | ESP 8  | MON 7  | GBR 7  | USA 7   | USA NF | FRA 8  | GER NF | HUN 3  | TUR 14 | ITA 8  | CHN 7  | JPN 8  | BRA 17 |        | 9   | 23     |
| 2007    | BMW Sauber F1 Team          | BMW Sauber F1.07 | BMW P86/7 2.4 V8            | AUS 4  | MAL 4  | BHR 4  | ESP NF | MON 6  | CAN 2  | USA NF | FRA 5  | GBR 6   | EUR 6  | HUN 3  | TUR 4  | ITA 4  | TUR 5  | JPN 14 | CHN 7  | BRA 6  |        |        | 5   | 61     |
| 2008    | BMW Sauber F1 Team          | BMW Sauber F1.08 | BMW P86/8 2.4 V8            | AUS 2  | MAL 6S | BHR 4  | ESP 9  | TUR 5  | MON 14 | CAN 2  | FRA 13 | GBR 2   | GER 4S | HUN 10 | EUR 9  | BEL 2  | ITA 5  | SIN 6  | JPN 9  | CHN 5  | BRA 10 |        | 6   | 60     |
| 2009    | BMW Sauber F1 Team          | BMW Sauber F1.09 | BMW P86/9 2.4 V8            | AUS 10 | MAL 2‡ | CHN 12 | BHR 19 | ESP 7  | MON 11 | TUR 11 | GBR 15 | GER 10  | HUN 11 | EUR 11 | BEL 5  | ITA 7  | SIN NF | JPN 6  | BRA NF | ABU 5  |        |        | 13  | 19     |
| 2010    | Sauber F1 Team              | BMW Sauber C29   | Scuderia Ferrari 2400 cc V8 | BHR    | AUS    | MAL    | CHN    | ESP    | MON    | TUR    | CAN    | EUR     | GBR    | GER    | HUN    | BEL    | ITA    | SIN NF | JPN 8  | KOR 9  | BRA 17 | ABU 11 | 18  | 6      |
| 2011    | Lotus Renault GP            | Renault R31      | Renault RS27-2011 2.4 V8    | AUS 12 | MAL 3  | CHN 12 | TUR 7  | ESP 8  | MON 8  | CAN NF | EUR 10 | GBR 8   | GER NF | HUN NF | BEL    | ITA    | SIN    | JPN    | KOR    | IND    | ABU    | BRA    | 11  | 34     |

* Seizoen loopt nog.
‡ Halve punten zijn toegekend omdat minder dan 75% van de raceafstand was gereden.